# John Campbell (bassist)
John Steven Campbell (Richmond, 30 september 1972) is de bassist en medeoprichter van de Amerikaanse heavymetalband Lamb of God. Campbell is sinds 1994 actief bij de band.

## Persoonlijk
Net zoals Lamb of God drummer Chris Adler, is John Campbell een vegetariër. John heeft zijn diploma behaald op Fishburne Military School in Waynesboro, Virginia.

## Apparatuur
In tegenstelling tot de meeste bassisten gebruikte John Campbell ooit een zelf gemodificeerde, driesnarige Guild Pilot bass, waar de hoge G-snaar ontbrak.

### Basgitaren
- Jackson USA Custom Concert Bass[4]
- Jackson John Campbell Signature Bass[5]
- Peavey Millennium bass
- Tacoma Thunderchief akoestische bas

## Discografie

### Met Burn the Priest
- Demo Tape (1995, Onafhankelijk uitgebracht)
- Split with ZED (1997, Goatboy Records)
- Split with Agents of Satan (1998, Deaf American Recordings)
- Sevens and More (1998, mp3.com)
- Burn the Priest (1998, Legion Records)

### Met Lamb of God
- New American Gospel (2000, Prosthetic Records)
- As the Palaces Burn (2003, Prosthetic Records)
- Ashes of the Wake (2004, Epic Records)
- Killadelphia DVD (2005, Epic Records)
- Sacrament (2006, Epic Records)
- Walk with Me in Hell (2008, Roadrunner Records/Epic Records)
- Wrath (2009, Roadrunner Records/Epic Records)
- Resolution (2012, Roadrunner Records/Epic Records)
- VII: Sturm und Drang (2015, Epic Records/Nuclear Blast Records)